# 黏着空间
在数学中，黏着空间（adjunction space）是拓扑学中一个常见构造，它将一个拓扑空间贴或“黏合”到另一个。 具体地，设 X 与 Y 是一个拓扑空间以及 Y 的一个子空间A。设 f : A → X 是一个连续映射（称为贴映射）。黏着空间 X ∪f Y 之构造如下：先取 X 与 Y 的不交并然后对所有属于 A的 x ，将 x 与 f(x) 等化。用数学符号表示为：
{\displaystyle X\cup _{f}Y=(X\amalg Y)/\{f(A)\sim A\}.}
有时黏着空间也写成 {\displaystyle X+\!_{f}\,Y}。在直觉上，我们认为 Y 通过映射 f 黏合到 X。
作为一个集合，X ∪f Y 由 X 与 (Y − A) 的不交并组成；但其拓扑由商构造确定。当 A 是 Y 的一个闭子集时，可以证明映射 X → X ∪f Y 时一个闭嵌入且 (Y − A) → X ∪f Y 是一个开嵌入。

## 例子
- 黏着空间的一个通常例子是当 Y 是个闭 n-球（或胞腔）而 A 是球的边界，即 (n-1)-球面。归纳地将胞腔沿着它们的球面边界贴到这些空间得到了一个 CW-复形的例子。
- 黏着空间也用于定义流形的连通和。这里我们首先将 X 与 Y 各自挖掉一个开球，然后将挖去球的 X 与 Y 沿着挖去球剩下的边界沿着一个贴映射黏合。
- 如果 A 是一个带有一个点的空间则黏着空间是 X 与 Y 的楔和（wedge sum）。
- 如果 X 是一个带有一个点的空间则粘着空间是商 Y/A。

## 范畴描述
黏着构造是拓扑空间范畴中推出的例子。这就是说，黏着空间是关于如下交换图表的泛对象：
这里 i 是包含映射而 φX, φY 是分别商映射与到X 和 Y 不交并的典范单射的复合。可以将 i 换成任意一个连续映射 g 构造一个一般的推出——过程是类似的。反之，如果 f 也是一个包含黏着构造不过是将 X 与 Y 沿着它们的公共子空间简单的黏合。